# Ufi
Ufi (em persa: عوفي, também romanizada como ‘Ūfī) é uma aldeia do distrito rural de Noabad, no condado de Abadan, na província de Khuzistão, Irã.
Segundo o censo de 2006, sua população era de 13 habitantes, em 5 famílias.